# ウーソズ

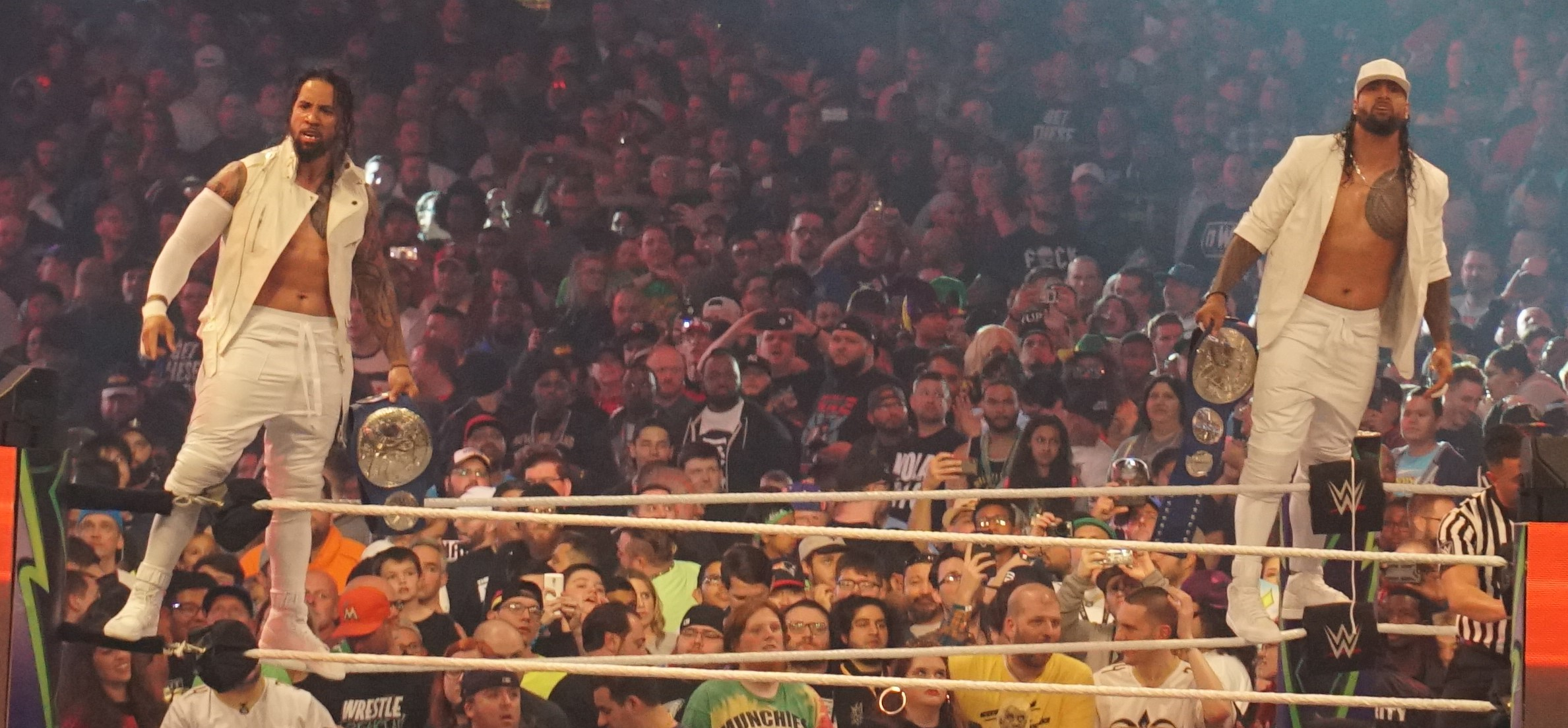
2018年

ウーソズ（The Usos）は、アメリカ合衆国のプロレス団体WWEに登場する、ジミー・ウーソとジェイ・ウーソの双子の兄弟によるユニットである。二人の父はリキシのリングネームで活躍したソロファ・ファトゥ。一時期はジミー・スヌーカの娘のタミーナも加入していた。

## 来歴
2009年にWWEとディベロップメント契約。のちにタミーナもメンバーに加わりFCWのタッグ戦線で活動。2010年3月にはFCWフロリダタッグチーム王座を獲得している。
2010年5月24日のRAWで当時タッグ王者だったハート・ダイナスティを急襲、リング上にダウンさせた3人へ同時にスーパーフライ・スプラッシュを放つという鮮烈なデビューを果たす。以後、ヒールのポジションでハート・ダイナスティと抗争。ノンタイトル戦やターモイル形式では勝利を収めるも、タイトル奪取の機会は逃している。その後、ハート・ダイナスティが解散したため抗争相手を失ったことや、タミーナがベビーフェイスに転向しサンティーノ・マレラ&ウラジミール・コズロフと共闘するなどの事情もありメインストーリーから外れ、『WWEスーパースターズ』の放送枠でのジョバーとしての活動が続いた。
2011年4月末のドラフトで兄弟揃ってスマックダウンへ移籍。移籍後数試合はヒールとして活動するが、ジャスティン・ガブリエル&ヒース・スレイターとの対戦を機にベビーフェイスに転向、入場にシバタウ（サモア流のハカ）を取り入れるなど、民族ギミックのタッグチームとしての独自性を打ち出した。
2011年中盤からはNXTにも登場し、2012年はタイタス・オニール&ダレン・ヤングと抗争を展開。
RAW999回放送では父、リキシと共演を果たしている。

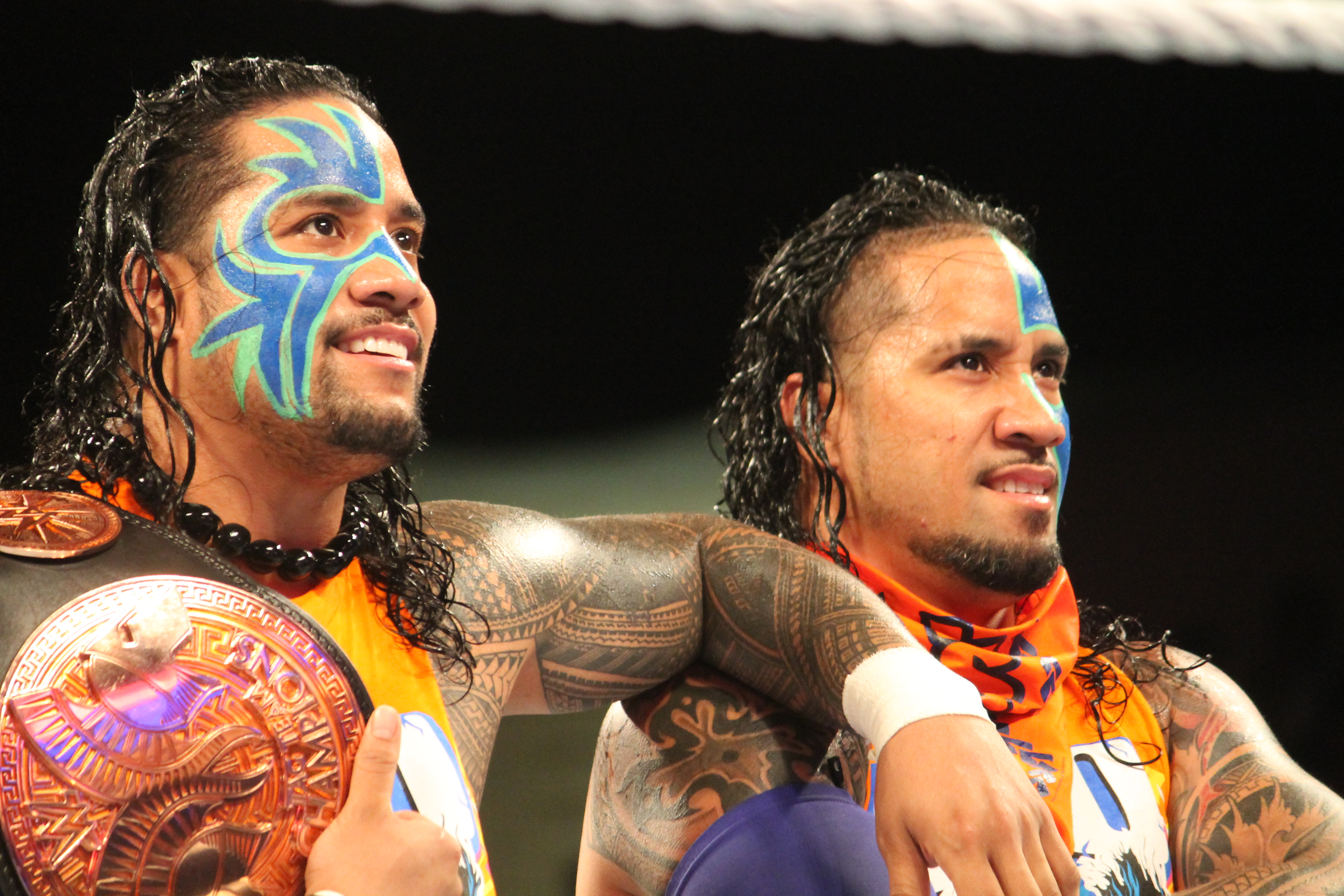
WWEタッグ王者時代

2014年3月3日、RAWにてニュー・エイジ・アウトローズを下し、初めてWWE・タッグチーム王座を戴冠。
ジョン・シナと組むなどしてワイアット・ファミリーと抗争しつつタッグ王座を守り続ける。
9月のナイト・オブ・チャンピオンズでスターダスト&ゴールダストに敗れ王座を失ったが、その後12月29日のRAWで王座をザ・ミズ&ダミアン・ミズドウから奪い返した。しかしさらにその後、2015年2月22日のPPV、ファストレーンでブラス・リング・クラブに敗れ王座を失うこととなる。
2019年2月17日、Elimination Chamber 2019でWWE・スマックダウンタッグ王者チームのザ・ミズ & シェイン・マクマホンに挑戦。ジミーとミズのフォールの取り合いになりミズからスカル・クラッシング・フィナーレを喰らうも切り返してフォールを奪い勝利。王座を戴冠した。

## 得意技
1D
ロープに振った相手をジミーが「フラップジャック」の体勢で上空に放り上げて足を掴み、ジェイが相手頭部を空中でキャッチしダイヤモンド・カッターの形に移行し、相手をマットに叩きつける。ダッドリー・ボーイズの3Dと同型。
サモアン・スプラッシュ（ウーソ・スプラッシュ）
現在のフィニッシャー。
スティンクフェイス
父とは違う型で、相手がもたれかかったコーナーとは反対側から走ってヒップアタックを仕掛ける。
ダブル・スーパーキック
二人同時に一人の相手に使用し、フィニッシャーとする場合もある。
サモアン・ドロップ

## 入場曲
- Get Up
- Aiga
- Never Make It Without You
- So Close Now
- Done With That
- Done With That (Remix) - 現在使用中

## その他
双子ということもあり外見が非常に似ている。さらにリングコスチュームも同一のためリング上で見分けるのはさらに困難である。実際試合で見分けが付かなくなり試合の権利の無い方が誤ってフォールされると言う事も起きている。そのためWWE公式サイトでのウェイド・バレットのインタビューでジェイに対して「お前ってウーソズのどっちだ?」「見分けられなくて困る奴っているの?」という質問が投げかけられるなど公式でも認知されている模様。なお簡単な見分け方としては、タトゥーの違い（以前は左胸にタトゥーがあるほうが弟のジェイだったが、現在は兄のジミーも左胸にタトゥーがあるが全体のデザインが異なる）と左右対称のペイントであるが、ヒールターンしてからはペイントをしていないので現時点(2018年3月時点)ではタトゥーで見分けるしかない。他にジミーの方は体型がやや太めであったり、眉毛の形に違いがあるが、これらは一見しては分からない。2011年のsuperstars等で、ジミーがパワー系、ジェイがスピード系と評されていた。
ロマン・レインズは従兄弟叔父（父リキシがレインズといとこ）の関係だが、まったくの同い年。3人は同時期にアメフトを始め、よく一緒に練習しており、高校時代には三人とも同じラインバッカーのポジションで「三つ巴」と呼ばれていた。